# Odo gigliolii
Odo gigliolii es una especie de araña del género Odo, familia Xenoctenidae. Fue descrita científicamente por Caporiacco en 1947.
Habita en Guyana.